# Вікторжевська Зінаїда Власівна
Зінаї́да Вла́сівна Вікторже́вська (нар. 25 грудня 1904 (7 січня 1905), Кам'янець-Подільський — 8 листопада 1985, Київ) — українська живописиця. Членкиня Спілки художників України (від 1938 року; нині — Національна спілка художників України).

## Біографія
1930 року закінчила факультет живопису Київського художнього інституту (нині НАОМА — Національна академія образотворчого мистецтва і архітектури; майстерня Федора Григоровича Кричевського; серед учителів — Лев Юрійович Крамаренко, Віктор Никандрович Пальмов, Андрій Іванович Таран).
Працювала у театральній майстерні четвертого Мистецького об'єднання «Березіль» (1923—1924), художницею на доломітному Артемівському заводі (нині Луганської області, 1929), викладачкою Луганської трудової школи (1930), режисеркою-мультиплікаторкою на Київській кінофабриці «Українфільм» (1930—1933).
Від 1935 року брала участь у художніх виставках. Учасниця республіканських і всесоюзних виставок. Улітку 2003 року відбулася посмертна персональна виставка живопису Вікторжевської у Національному музеї Тараса Шевченка в Києві.

## Творчість
Основний жанр Вікторжевської — станкове малярство реалістично-імпресіоністичного напряму (портрети діячів української культури, натюрморти, пейзажі, тематичні картини).
Особливість натюрмортів Вікторжевської — синкретичність, органічне поєднання в одній композиції портрета та натюрморту. Улюблені мотиви — квіти та яблука, які з портретами дітей створюють асоціативний ряд, що об'єднується оптимістичним настроєм, темою краси й повноти життя.
Роботи зберігаються в Національному художньому музеї, Харківському та Дніпропетровському музеях українського мистецтва, Сумському художньому музеї, Шевченківському національному заповіднику в Каневі Черкаської області, Кам'янець-Подільському історичному музеї-заповіднику.

## Твори
- «Комсомольський карнавал», «На дитячому майданчику» (1935).
- «Після роботи» (1937).
- «Т. Шевченко читає поему „Сон“» (1939).
- «Червоні маки» (1945).
- «Мати-партизанка».
- «За рідну землю» (1947).
- «У прифронтовій хаті» (1951).
- «Півонії» (1953).
- «П. А. Грабовський у Тобольську» (1954).
- «Музична п'єса» (1957).
- «Квіти і яблука» (1958).
- «Бузок, тюльпани і конвалії» (1959).
- «Півонії і жасмин на блакитному» (1962).
- Портрети:
  - «Дівчинка у віночку» (1940),
  - співачки М. Вікторжевської (1941),
  - партизанів Грабчака та Сніжко, «Юний музикант», «Автопортрет» (усі — 1945),
  - «Автопортрет у синьому» (1949),
  - «Дівчина в українському вбранні» (1953),
  - «Автопортрет у бордовому» (1955),
  - В. Ласкавого (1961),
  - Б. Лятошинського, Г. Петрашевич (обидва — 1962),
  - Н. Деренівської-Марущенко (1965),
  - О. Іваненко з онукою (1973).
- Серія на тему драми-феєрії «Лісова пісня» Лесі Українки (1947).